# Ipsilon (črka)
Ipsilon (grško: starogrško ύψιλον; velika črka: Υ, mala črka: υ) je dvajseta črka grške abecede in ima številčno vrednost 400. Grška črka ipsilon izvira iz feničanske črke vav (). Ime črke ipsilon pomeni enostavni I (grško: starogrško Υ ψιλον). Iz grške črke ipsilon izvirajo kar štiri latinične črke: Rimljani so najprej Υ poenostavili v V, pozneje pa so prevzeli še Y;  iz V pa sta se pozneje razvili še črki U in W. Iz grške črke ipsilon izvira tudi cirilična črka У in stara črka ižica (Ѵ), ki se v sodobni cirilici ne uporablja več.
V stari grščini se je črka Υ izgovarjala kot trdi i (podobno a ne popolnoma enako kot nemški ü). 
V moderni grščini se črka Υ izgovarja kot običajni i. Poleg tega Υ nastopa tudi v naslednjih digrafih:
- ΑΥ se izgovarja kot av (na koncu besede nezveneče - kot af)
- ΕΥ se izgovarja kot ev (na koncu besede nezveneče - kot ef)
- ΟΥ se izgovarja kot u
- YI se izgovarja kot i

Opomba: grščina nima samostojne črke za glas u - ta glas se vedno piše z digrafom ΟΥ. V rokopisu se ta digraf včasih združi v en simbol . Tak način pisanja se je prenesel tudi na cirilico: v starejših ciriličnih tekstih se je glas u pisal vedno kot Ѹ, pozneje ga je začel nadomeščati združeni simbol , na koncu pa se je uveljavil samo У.
V nekaterih redkih situacija lahko dobi črka ipsilon tudi dierezo (dve piki - Ϋ ϋ), kar označuje, da se Υ izgovarja ločeno od predstoječega samoglasnika. Največ zgledov za to je v besedah prevzetih iz tujih jezikov, npr.: starogrško Ουώλτ Ντίσνεϋ = Walt Disney.

## Pomeni
- v astronomiji je υ oznaka za dvajseto zvezdo v ozvezdju
- v fiziki delcev se eden od mezonov imenuje Υ

Zaradi lažjega ločevanja od latinične črke Y se v znanosti uporablja za grški ipsilon tudi obliko z močno poudarjenimi »rogovi«: {\displaystyle \,\Upsilon }.

### Unicode
|                | Velika črka Υ             | mala črka υ             |
| -------------- | ------------------------- | ----------------------- |
| Unicode UTF-16 | U+03A5                    | U+03C5                  |
| Ime Unicode    | Velika grška črka ipsilon | Mala grška črka ipsilon |
| Koda HTML      | &#933;                    | &#965;                  |
| Enota HTML     | &Upsilon;                 | &upsilon;               |